# Гороцвет (село)
 Тази статия е за село Гороцвет.  За едноименното растение вижте Гороцвет.  
Гороцвет е село в Североизточна България. То се намира в община Лозница, област Разград.

## География
Село Гороцвет отстои на 2 км от Републикански път I-2 на 18 km югоизточно от Разград. През селото минава и третокласния Републикански път III-206, който го свързва с общинския център в Лозница.

## История
До 1934 г. селото носи името Ютюклер През периода от 1962 – 1982 година в Гороцвет се преселват помаци от село Бел камен, Якорудска община.

## Население
Численост на населението според преброяванията през годините:
| \| Година на преброяване \| Численост \| \| --------------------- \| --------- \| \| 1934 \| 1314 \| \| 1946 \| 1122 \| \| 1956 \| 1019 \| \| 1965 \| 934 \| \| 1975 \| 838 \| \| 1985 \| 617 \| \| 1992 \| 539 \| \| 2001 \| 479 \| \| 2011 \| 408 \| \| 2021 \| 324 \| |           |
| Година на преброяване | Численост |
| 1934 | 1314      |
| 1946 | 1122      |
| 1956 | 1019      |
| 1965 | 934       |
| 1975 | 838       |
| 1985 | 617       |
| 1992 | 539       |
| 2001 | 479       |
| 2011 | 408       |
| 2021 | 324       |

### Етнически състав
Преброяване на населението през 2011 г.
Численост и дял на етническите групи според преброяването на населението през 2011 г.:
|                     | Численост | Дял (в %) |
| Общо                | 408       | 100.00    |
| Българи             | 115       | 28.18     |
| Турци               | 273       | 66.91     |
| Цигани              |           |           |
| Други               |           |           |
| Не се самоопределят | 0         | 0.00      |
| Неотговорили        | 17        | 4.16      |

## Стопанство
- Автоморга Гороцвет
- Земеделска Кооперация Гороцвет[7]

## Културни и природни забележителности
Основоното училище „Христо Ботев“ е образователен център за децата от Гороцвет и съседните Студенец и Каменар.

## Известни личности
Родени в Гороцвет
- Иван Радев (1943 - 2020), български филолог и историк

- Кметство Гороцвет
- Поща Гороцвет
- Училище „Христо Ботев“
- Антифашистки паметник
- Северно от Гороцвет